# Desearás al hombre de tu hermana
Desearás al hombre de tu hermana es una película argentina erótica y romántica de 2017 dirigida por Diego Kaplan y protagonizada por Carolina "Pampita" Ardohain y Mónica Antonópulos. Escrita por Erika Halvorsen, sobre su propia novela Desearás, la película contiene un alto contenido erótico, e indaga en un género que, al momento de su estreno,  se encontraba casi abandonado dentro del panorama mainstream del cine argentino. 
El rodaje se efectuó en locaciones en el norte de Brasil, en Buenos Aires y en Punta del Este (Uruguay).

## Sinopsis
La historia gira en torno a dos hermanas. Una de ellas se siente y está conectada con su deseo, mientras que la otra lo reprime y lo rechaza; al mismo tiempo, entre ellas siempre habrá un hombre de por medio.
La narración arranca durante la infancia de las hermanas, pasa por su despertar sexual con el primer orgasmo, y llega hasta la adultez, centrándose en la relación entre las hermanas y entre ellas y sus parejas sentimentales.

## Reparto
- Carolina "Pampita" Ardohain como Ofelia.
- Mónica Antonópulos como Lucía.
- Guilherme Winter como Andrés.
- Juan Sorini como Juan Rojo.
- Andrea Frigerio como Carmen.
- Agostina Bettinelli como Lucía joven.
- Sol Charo Martínez como Ofelia joven.

## Repercusión
Se estrenó en 2017 y alcanzó una taquilla total de 78.416 espectadores, ubicándose en el puesto 86 del ranking de taquilla argentina de ese año. Sobre la baja cantidad de espectadores del film, el especialista en audiencias cinematográficas Mariano Oliveros explicó que "Desearás al hombre de tu hermana, en principio, no tenía ningún mérito más allá del marketing alrededor de Pampita. Tuvo un estreno en más de 200 salas que no tenía mucho sentido por tratarse de un producto para adultos (tuvo una calificación Solo Apta para Mayores de 18)."
En 2018, Netflix recibió críticas en línea alegando que la escena de apertura, que involucra a una niña que accidentalmente tuvo su primer orgasmo, fue pornografía infantil. El director Diego Kaplan defendió la escena, señalando: "Las chicas nunca entendieron lo que estaban haciendo, simplemente copiaban lo que estaban viendo en la pantalla. Ningún adulto interactuó con las chicas, aparte del entrenador de chicos. Todo se hizo bajo la cuidadosa vigilancia de las madres de las niñas. Como sabía que esta escena podría causar cierta controversia en algún momento, hay imágenes de "Making Of" de la filmación de toda la escena". La escena usa edición, música y sonido para transmitir la impresión de que el personaje se masturba accidentalmente.
Los comentarios de la prensa especializada fueron mayoritariamente negativos. En el diario Clarín, Gaspar Zimerman la calificó como "regular" y consideró que el problema del film es que "las risas son producto del ridículo y, peor aún, irrumpen en momentos inapropiados, como los sexuales." "Pero no es lo único que interfiere con el erotismo: otro obstáculo es la artificial pátina publicitaria -campo en el que se desempeña Kaplan- de la mayoría de las escenas 'calientes'. Y, también, las medias tintas: la película -calificada para mayores de 18- rompe algunos tabúes, como mostrar penes o a una nena acabando, pero su osadía pasa más por lo verbal que por lo visual. Escuchamos decir 'pito', 'orgasmo', 'vagina', 'verga', pero es curioso: aquí la mayor parte de la gente tiene sexo vestida.", agregó. Por su parte, Alexis Puig comentó que "una cinta como Desearás al hombre de tu hermana atrasa miles de años, se tendría que haber estrenado en la década del ‘80. Está un poco descolocada dentro de lo que es la pauta de la cartelera argentina e internacional." La periodista Fernanda Iglesias expresó en el programa de TV Los Ángeles de la Mañana que la película "es aburrida, está mal actuada, el guion es horrible, con unas palabras rarísimas y unos textos latosos. La calificación no está bien: no tendría que ser prohibida para menores de 18, sino que debería ser prohibida para menores de 98 así no va nadie." Diego Battle, en el diario La Nación, la calificó como "buena" y argumentó: "Quienes busquen un cine sutil y profundo será mejor que se alejen de esta historia de tentaciones y engaños cruzados. Quienes, en cambio, se animen a los excesos e incluso al ridículo pueden tener aquí su película sorpresa".

## Estreno
| Fechas de estreno |           |               |        |
| Año               | País      | Fecha         | Ref.   |
| 2017              | Argentina | 5 de octubre  | [ 11 ] |
| 2017              | Paraguay  | 12 de octubre | [ 12 ] |
| 2017              | Uruguay   | 19 de octubre | [ 13 ] |

### Tráiler
La productora de la película lanzó un tráiler o adelanto de la película confirmando el estreno de la misma para octubre de 2017.

## Premios y nominaciones

### Premios Cóndor de Plata
Dichos premios serán entregados por la Asociación de Cronistas Cinematográficos de la Argentina en  2018.
| Año  | Categoría                          | Candidato                | Resultado |
| ---- | ---------------------------------- | ------------------------ | --------- |
| 2018 | Mejor diseño de arte               | Juan Cavia Walter Cornás | Nominado  |
| 2018 | Mejor diseño de vestuario          | Patricia Conta           | Nominada  |
| 2018 | Mejor banda de sonido original     | Iván Wyszogrod           | Nominado  |
| 2018 | Mejor maquillaje y caracterización | Angela Garacijaz         | Nominada  |